# Abdullah Öcalan
Abdullah Öcalan, ps. „Apo” (ur. 4 kwietnia 1948 w Halfeti) – lider Partii Pracujących Kurdystanu (PKK).

## Życiorys
Urodził się w Halfeti w 1948 roku. Pochodził z ubogiej rodziny kurdyjskiej. W młodości planował wstąpienie do tureckiej armii, jego podanie zostało jednak odrzucone. Następnie studiował politologię na Wydziale Nauk Politycznych Uniwersytetu w Ankarze. Na studiach zafascynowały go doktryny marksizmu-leninizmu i maoizmu. Zasilił szeregi Rewolucyjnego Stowarzyszenia Studentów Ankary i Młodzieży Rewolucyjnej. Na krótko aresztowany za rozprowadzanie ulotek. Po wypuszczeniu na wolność opuścił uczelnię i udał się do kurdyjskiego Diyarbakır. W 1974 roku założył partyzancką organizację Kurdystan Rewolucyjny. Przyjął pseudonim „Apo”, czyli wujek. 27 listopada 1978 roku znalazł się w gronie założycieli Partii Pracujących Kurdystanu (PKK). Po 1980 roku zamieszkał w Damaszku.
W 1998 roku rząd Syrii pod naciskami Turcji i Stanów Zjednoczonych wydalił go z kraju. Polityk, poszukując azylu, udał się do Europy. 16 stycznia 1999 roku w Rzymie został na krótko aresztowany przez włoskie służby. Nie został wydany Turcji. W poszukiwaniu azylu odwiedził Grecję, Holandię i Rosję. W lutym tego samego roku trafił do Kenii. Tam 16 lutego został ujęty przez turecki oddział specjalny. Aresztowanie przywódcy wywołało falę protestów pośród Kurdów na całym świecie. Zwolennicy Öcalana oskarżyli Stany Zjednoczone i Izrael o udział w jego schwytaniu. Turecki sąd skazał go na karę śmierci. W 2002 roku wyrok zmieniono na karę dożywotniego pozbawienia wolności.
Obecnie (2019) odbywa karę w więzieniu na wyspie İmralı na morzu Marmara. Podczas pobytu w więzieniu złagodził rewolucyjną retorykę. Zza krat wielokrotnie wzywał do zawieszenia broni i zatrzymania przemocy. Opracował również specyficzną ideologię znaną jako demokratyczny konfederalizm, w tym jineologię. Ideologie oficjalnie uznane za doktrynę PKK.

## Rodzina
Jego siostrzenicą jest Dilek Öcalan, turecka parlamentarzystka, członkini Ludowej Partii Demokratycznej.